# 赤城神社 (前橋市三夜沢町)

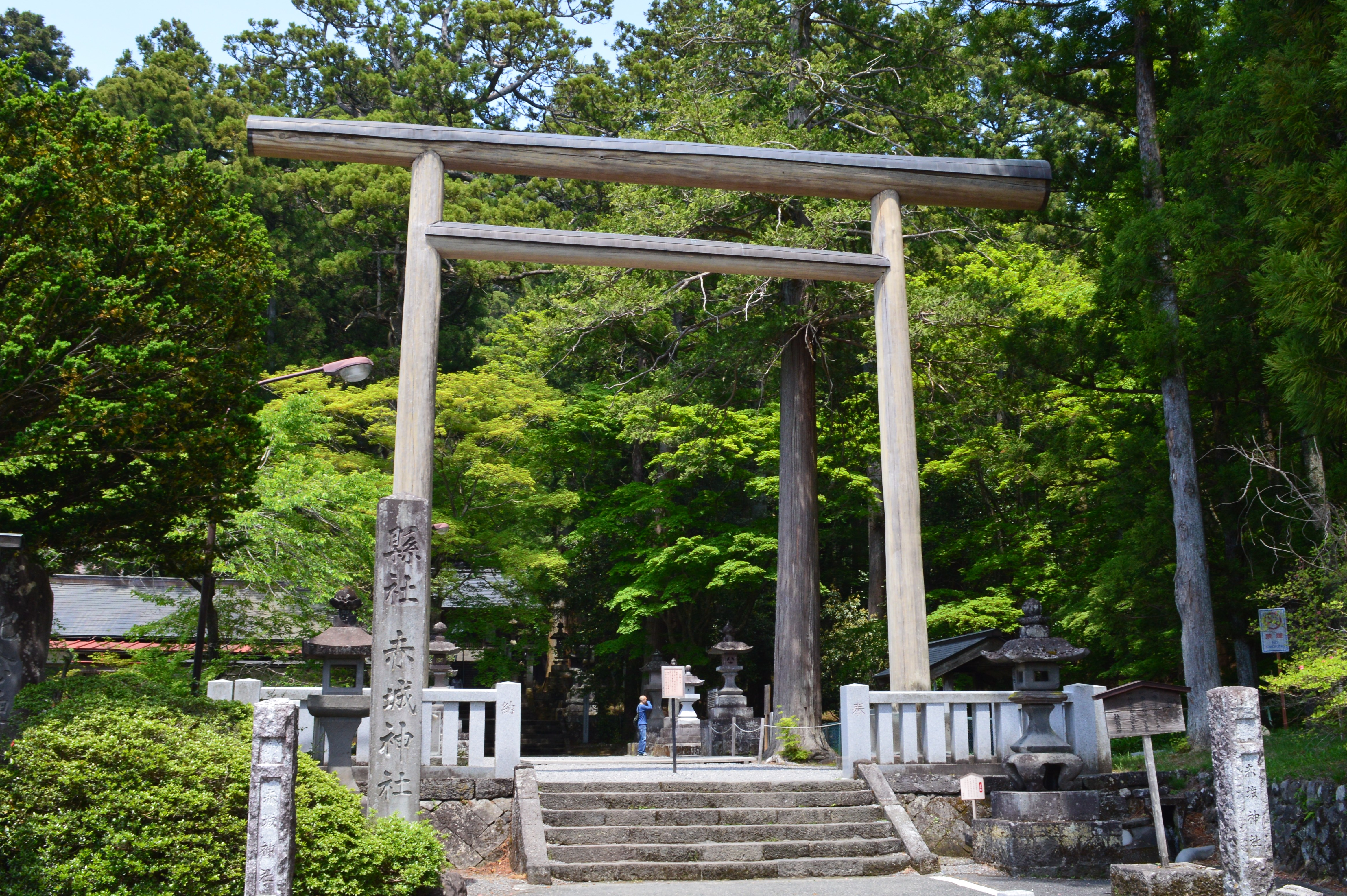
大鳥居

赤城神社（あかぎじんじゃ）は、群馬県前橋市三夜沢町にある神社。式内社（名神大社）論社、上野国二宮論社。旧社格は県社。
正式名称は「赤城神社」であるが、他の赤城神社との区別のため「三夜沢赤城神社（みよさわあかぎじんじゃ）」とも呼ばれる。関東地方を中心として全国に約300社ある赤城神社の、本宮と推測されるうちの1つである。

## 概要
群馬県中部に位置する赤城山の南側の山腹に鎮座する。明治時代以前は東西2宮であったが、明治時代以後は1宮となった。参道は一の鳥居で南の大胡方面、東の苗ヶ島方面、西の市ノ関方面の3方向に分かれている。大胡方面に続く道には江戸時代に植えられた松並木が現存する。
本殿と中門は県指定重要文化財に指定されている。本殿を南へ500m（メートル）ほど下った参道沿いには惣門があり、同じく県指定重要文化財に指定されている。また、拝殿と中門の間、中門のすぐ正面には、群馬県指定天然記念物の「たわら杉」がある。そのほか、境内には明治3年（1870年）3月に建てられた「神代文字の碑」もあり、復古神道の遺物として市指定重要文化財とされている。

## 祭神
- 赤城神　(あかぎのかみ)
- 豊城入彦命（とよきいりひこのみこと）
- 大己貴命（おおなむちのみこと）

## 歴史

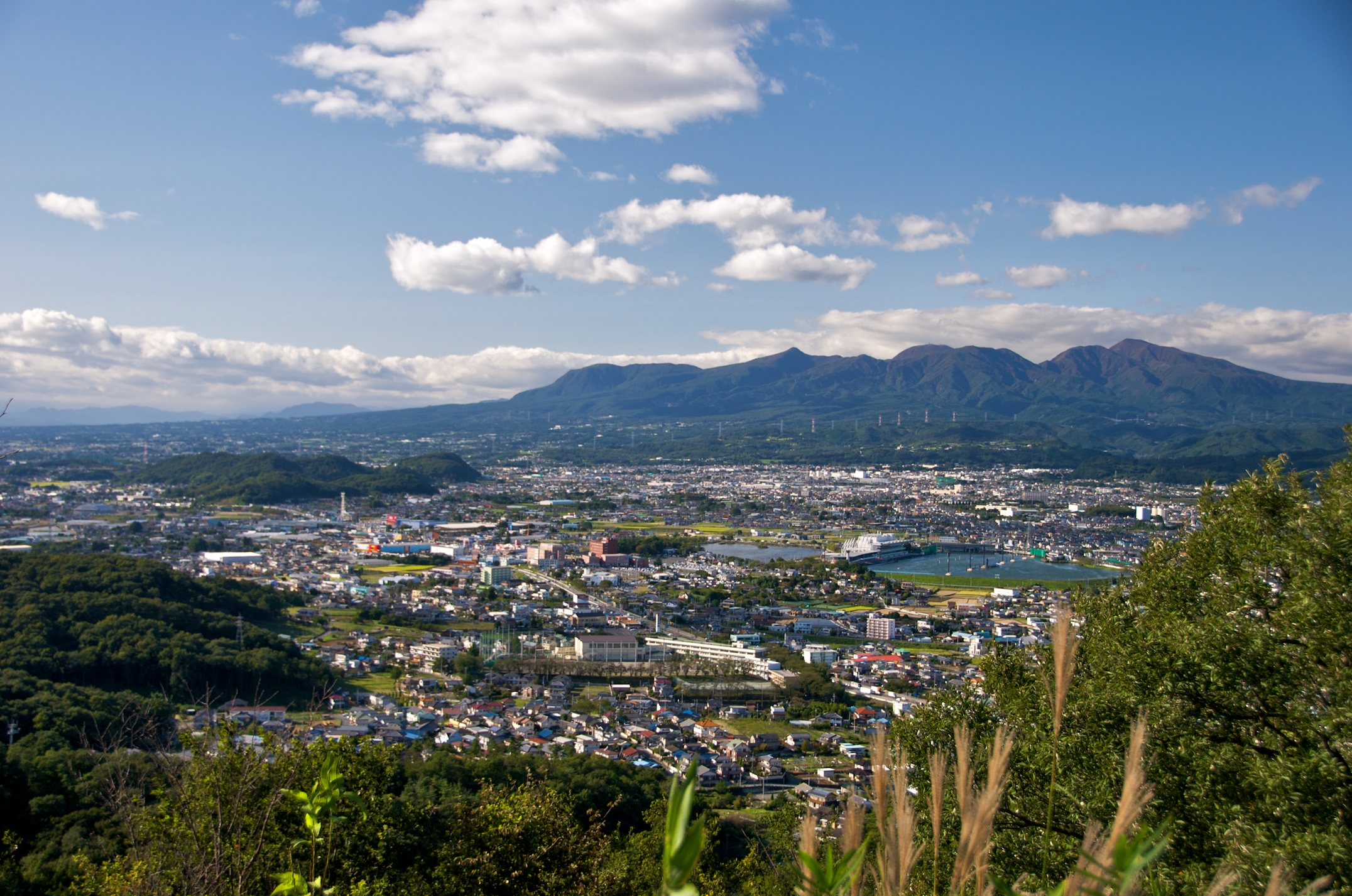
赤城山（祭祀対象）

### 創建
創建は不詳。神社の由緒によれば、上代に豊城入彦命が上毛野国を支配することになった際、大己貴命を奉じたのに始まるとされる。
当社から約1.3km登った地には「櫃石」と呼ばれる磐座を中心とした祭祀跡が残っており、古代祭祀の様子がうかがわれる。

### 概史

#### 平安時代
『続日本後紀』では承和6年（839年）に従五位下、『日本三代実録』では貞観9年-16年（867年-874年）に神位昇叙、元慶4年（880年）従四位上に叙せられた記事が載る。長元9年（1028年）頃には正一位に叙せられたとされる。その後、中世には上野国二宮となったという。ただしこれらに記述される赤城神を指す神社には論社があり、三夜沢赤城神社を指しているのかには議論がある（「赤城神社#歴史」を参照）。
14世紀の説話集『神道集』には、赤城山火口湖の小沼と大沼、そして中央火口丘の地蔵岳を神格化している。小沼神に虚空蔵菩薩、大沼神に千手観音があてられ、地蔵岳は地蔵菩薩とされている。このうち地蔵は後から加わったものである。赤城神社・西宮に伝わる記録『年代記』によれば、西宮に虚空蔵と千手観音を祀り、東宮に地蔵を祀っていたという。
『宮城村誌』によれば、三夜沢の赤城神社は、六国史などにみられる官社・赤城神とは異なるという。はじめは東宮が、地蔵岳の信仰隆盛に伴って13世紀末から14世紀初ごろ「赤城神社」として成立したといい、その後、神仏習合の形で「元三夜沢」の地にあった社が、東宮の隣に新たに遷座してきた。これが西宮で、貞和元年（1345年）頃と推測されている。元三夜沢の社は二宮赤城神社の山宮であったともいわれる。
西宮が新たに移ってから、三夜沢赤城神社は東西2宮併存することとなった。ただし以前から三夜沢にあった東宮のほうが勢力が強かったという。
戦国時代の書状には、神社の名称にはほぼ全てに「三夜沢」が冠され、赤城神の本社と認めていないという指摘がある。ただし、天正4年（1576年）、二宮町鎮座の二宮赤城神社が南方氏によって破却されるなど、「赤城神社」を称する神社の中で三夜沢の赤城神社・東宮に匹敵する神社は無く、赤城神の本社といわれていったと見られている。

#### 江戸時代
慶長17年（1612年）2月20日、大前田村（現 前橋市大前田町）の住人の寄進により参道に松並木が植えられた。
宝暦12年（1762年）東宮が正一位に叙され、次いで明和2年（1765年）西宮も正一位に叙された。
寛政12年（1800年）、大洞赤城神社が「本宮」「本社」の名称を使用しているとして、三夜沢赤城神社は大洞赤城神社別当・寿延寺に対し訴訟を起こした。享和2年（1802年）には三夜沢側は幕府の寺社奉行へ訴えたが、国許で解決すべしと下げ渡されている。訴訟は長期にわたり、文言使用を合議で決めるという和議が成ったのは文化13年（1816年）であった。

#### 明治以降
明治2年（1869年）、廃仏毀釈により、東宮の竜赤寺と西宮の神光寺という2つの神宮寺が廃寺となった。その後、東西2宮であった三夜沢赤城神社は合併して1宮となった。既に享和2年（1802年）の訴状では1宮の体裁をとっていたが、明治初年に正式に1宮と定められた。ただし神社側に合併の記録が無く、正確な合併時期などは不詳。西宮跡には建築物は建てられず、東宮跡に現社殿（現存するのは本殿と中門）を建築した。明治2年（1869年）11月25日にこの社の上棟祝が行われた記録が残る。1894年（明治27年）、拝殿を焼失、のち再建した。
近代社格制度では、初め郷社でのちに県社に昇格した。1935年（昭和10年）に国幣社への昇格運動が起こり、1944年（昭和19年）には国幣中社の内示が出たが、その手続中に終戦を迎え、GHQの指令により社格制度が廃止されたことで、結局県社のままであった。

### 神階
- 六国史に記載される「赤城神」に対する神階奉授の記録（比定には当社以外にも説がある）。
  - 承和6年（839年）6月、従五位下（『続日本後紀』）
  - 貞観9年（867年）6月20日、従五位上から正五位下（『日本三代実録』）
  - 貞観11年（869年）12月25日、正五位上（『日本三代実録』）
  - 貞観16年（874年）3月14日、従四位下（『日本三代実録』）
  - 元慶4年（880年）5月25日、従四位上（『日本三代実録』） - 表記は「赤城石神」または「赤城沼神」[注 4]。
- 六国史以後
  - 長元3年（1030年）頃、正一位（『上野国交替実録帳』）
  - 正一位（『上野国神名帳』） - 表記は「赤城大明神」。
- 18世紀
  - 宝暦12年（1762年）、東宮に対し正一位
  - 明和2年（1765年）、西宮に対し正一位

## 境内

### 社殿

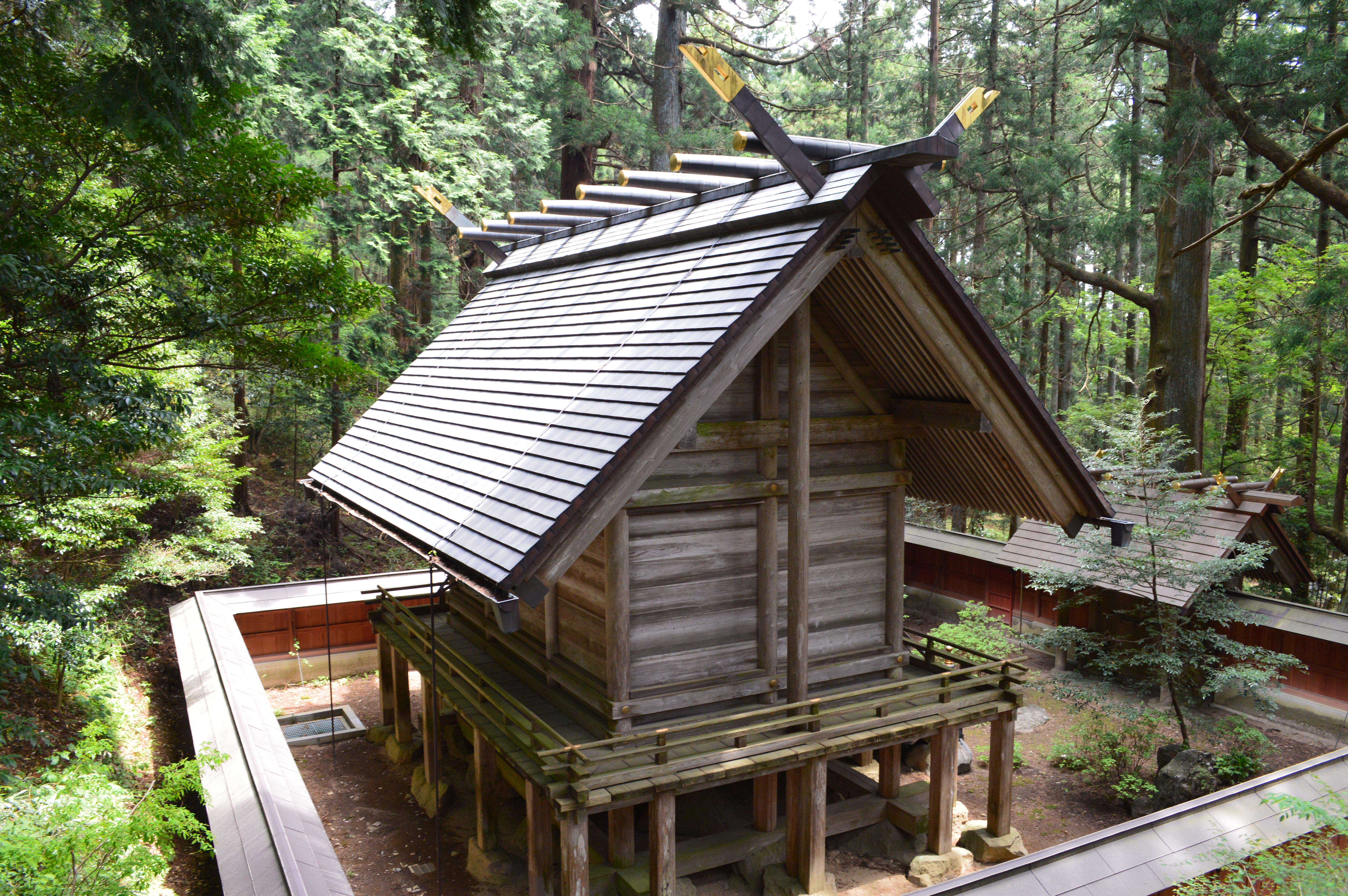
本殿（群馬県指定文化財）

本殿は、正面三間・側面二間、切妻造平入の神明造で銅板葺。千木は内削ぎで、8本の鰹木をあげる。中門とともに1869年（明治2年）の造営と伝えられる。造営当時の神仏分離と復古神道の影響が見られるものであり、中門とともに群馬県の有形文化財に指定されている。
本殿内には、神座として祀られる宮殿がある。扉裏の墨書には「源成繁寄納」とあり、新田金山城主・由良成繁の奉納とされる。木造宝形造、板葺で、高さは117cm。粽（ちまき）付の柱、桟唐戸など全体的に禅宗様を用い、室町時代の特徴をよく示すものとして群馬県の有形文化財に指定されている。
中門は、本殿前に立つ四脚門で、切妻造銅板葺。本殿と同じく明治2年の造営とされる。
本殿内宮殿は1963年（昭和38年）、本殿並びに中門は1973年（昭和48年）に群馬県の重要文化財に指定されている。

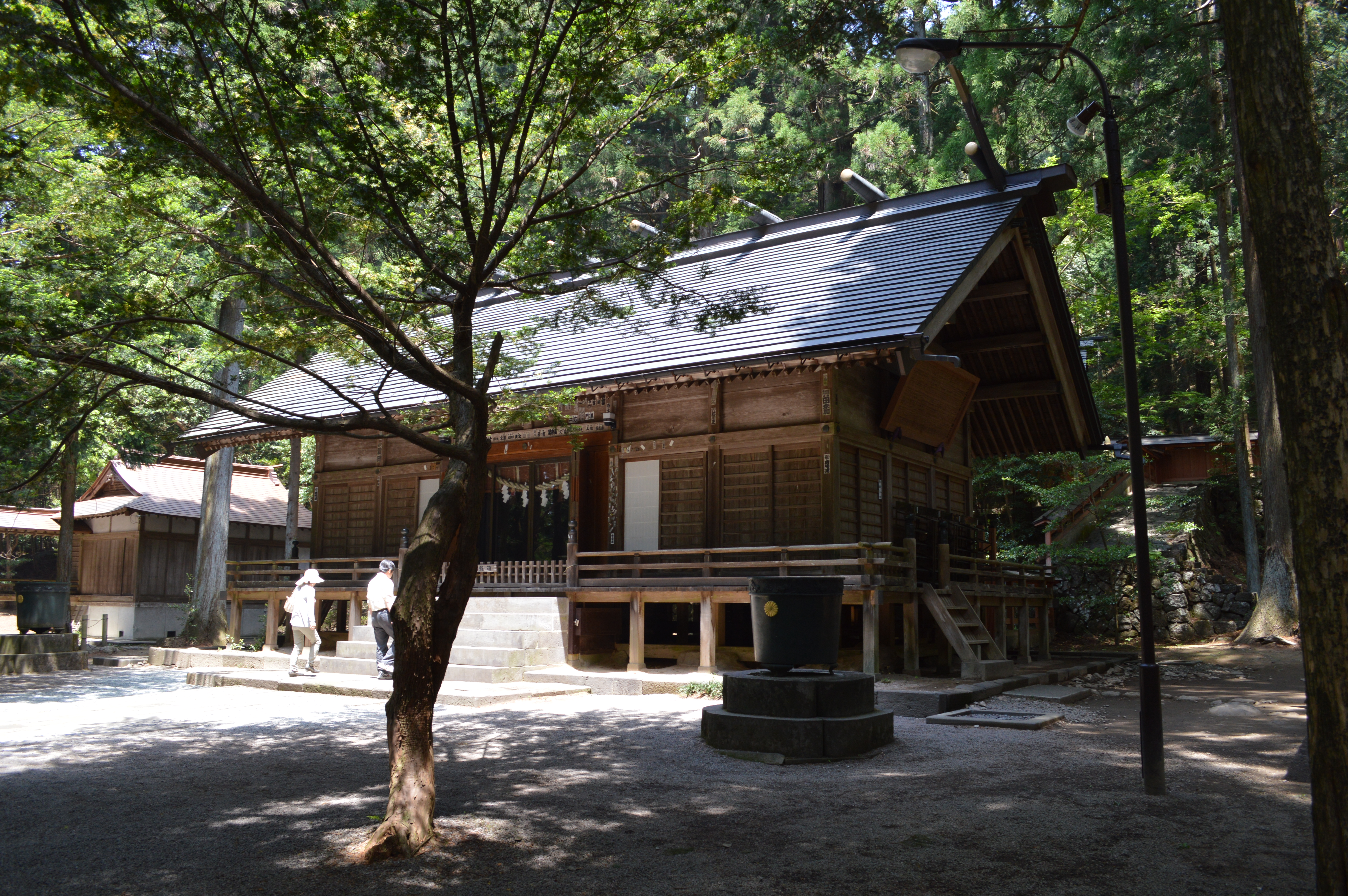
拝殿
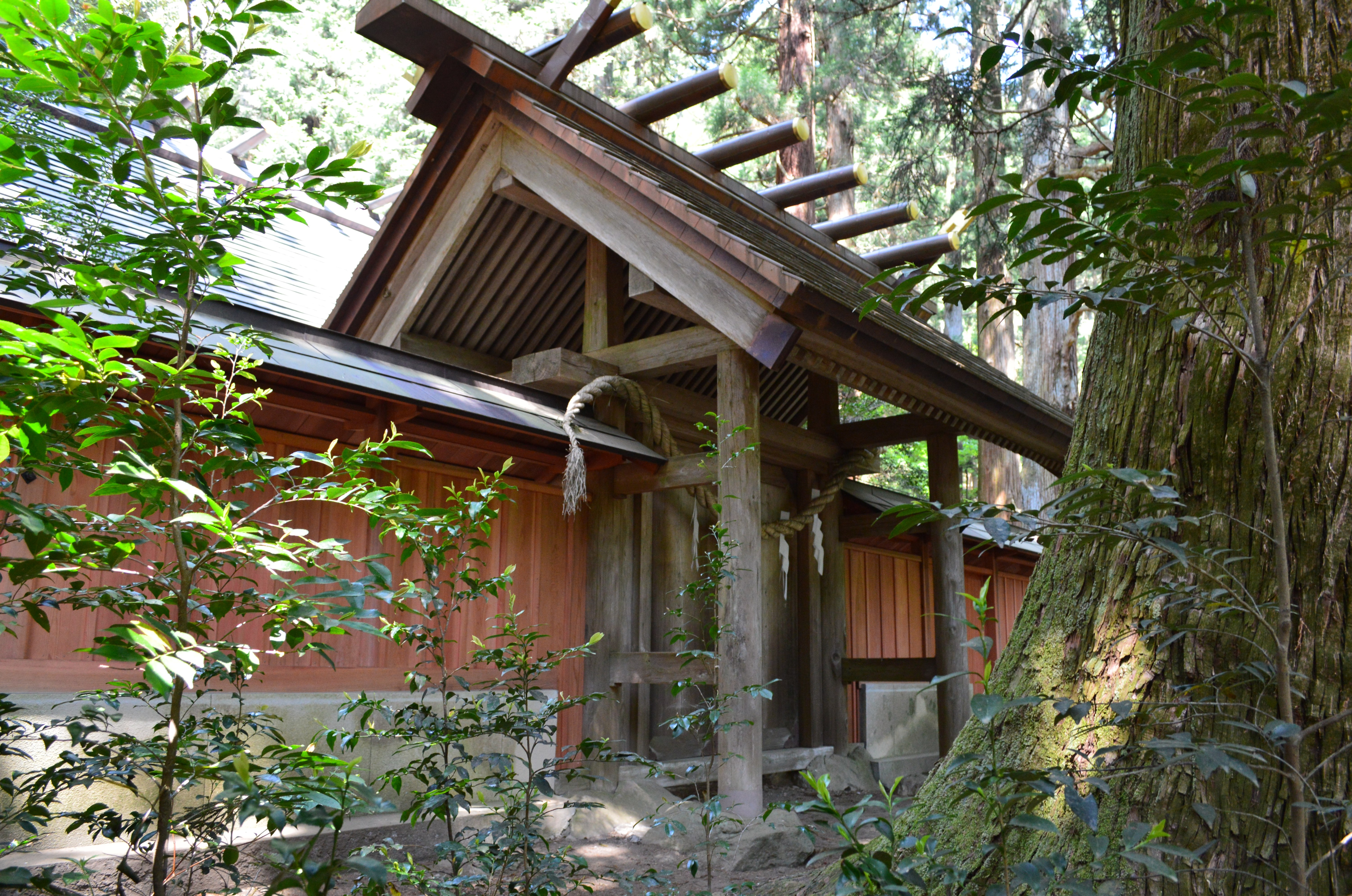
中門（県指定文化財）
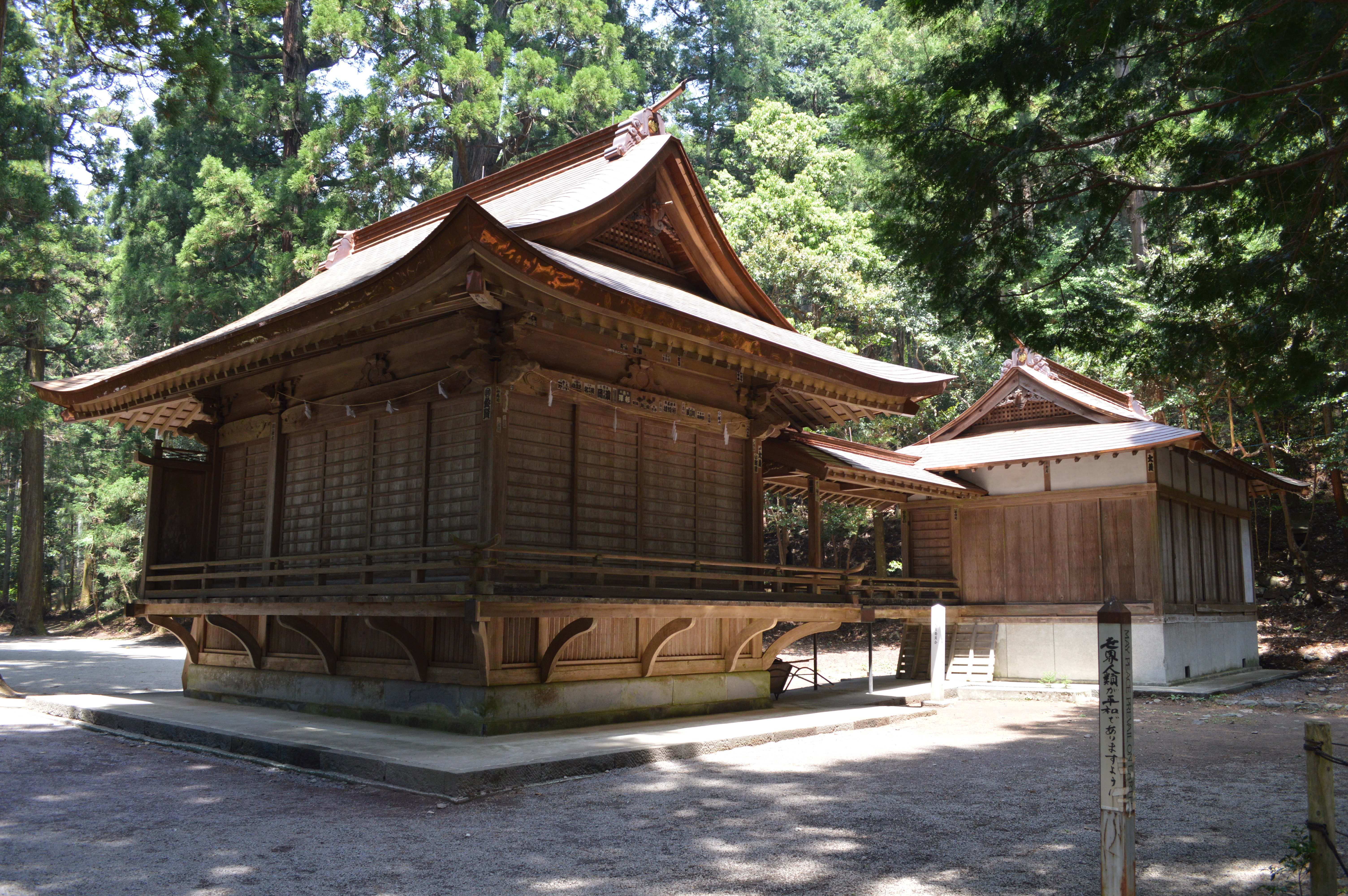
神楽殿

### 社殿周辺

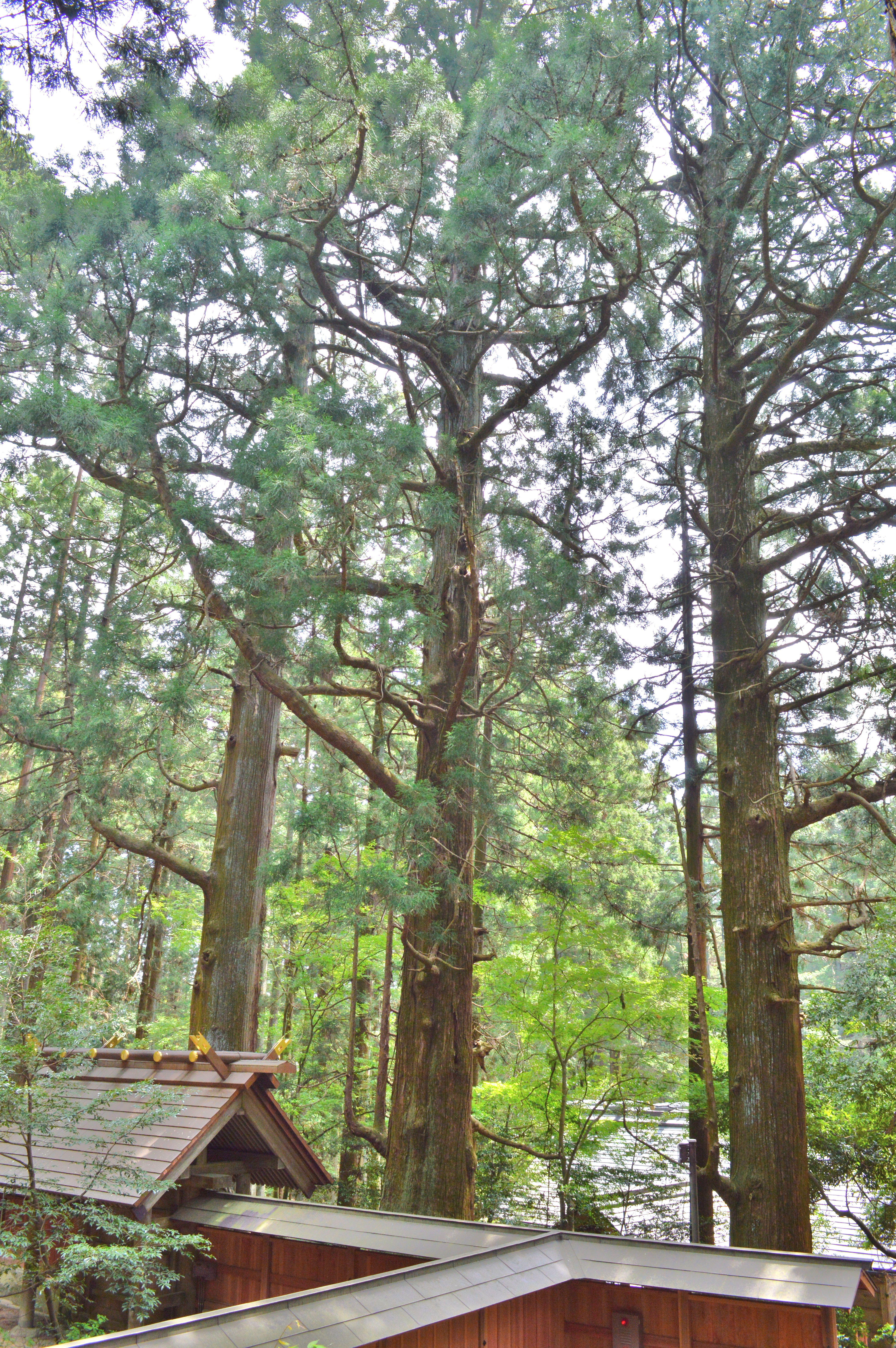
俵杉（群馬県指定天然記念物）左下は中門。

「俵杉（たわらスギ）」は、中門南側とその西隣に立つ3本のスギの大木の名称。本殿前の2本は左右一対で並ぶ。名前の由来として、藤原秀郷（俵藤太）が平将門討伐のため上野国府に向かう途中、献木として植えたと伝えられる。群馬県の天然記念物に指定。同様の伝説は一之宮貫前神社の「藤太杉」にも伝わっていることから、中世の武将による秀郷への憧れが示唆される。境内には他にも多くのスギの大木が立っている。
また「神代文字碑」として漢字が伝わる以前に存在したといわれる神代文字（じんだいもじ）の碑が残る。復古神道の遺物として明治3年3月に建碑された。碑文は平田鐵胤（平田篤胤の養子）、神文は延胤（鐵胤の子）による撰文。神文「マナヒトコロノナレルコヱヨシ」は対馬の阿比留家に伝わる阿比留文字で書かれている。
そのほか、境内東方約200m、櫃石への道の途中に所在する市の天然記念物「三夜澤のブナ」や市指定重要文化財の宝塔（赤城塔）がある。

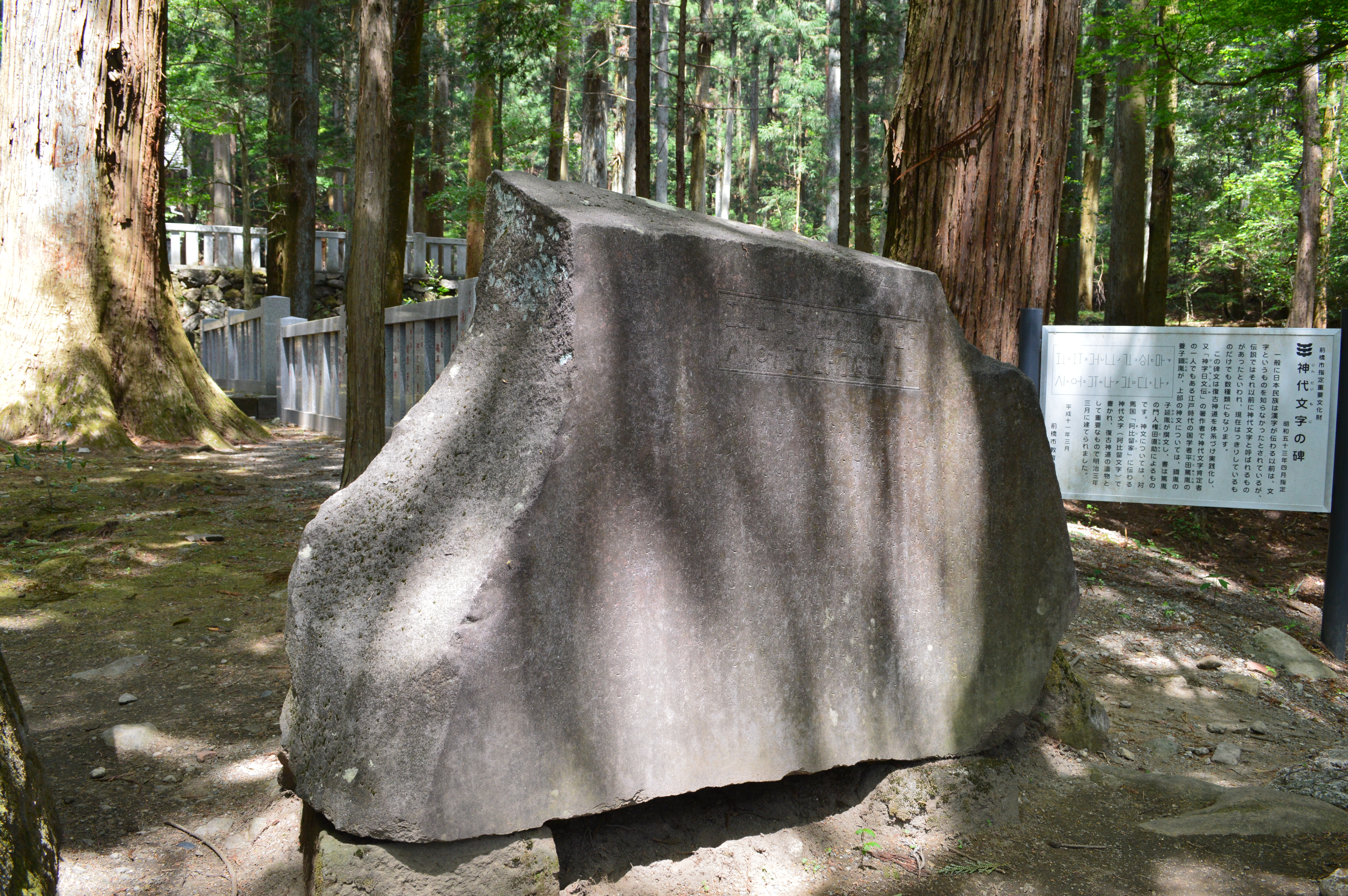
神代文字碑（市指定重要文化財）
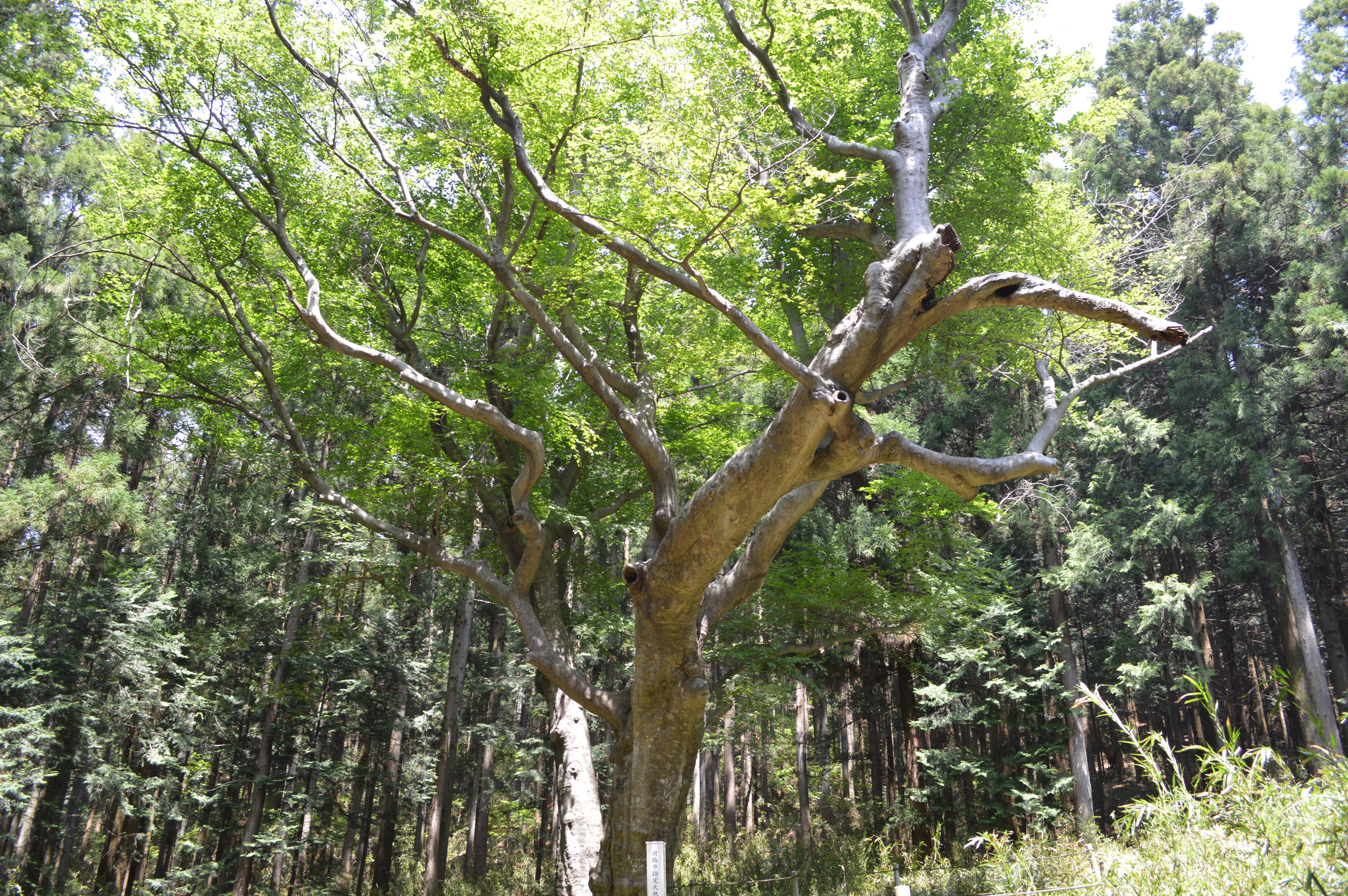
三夜澤のブナ（市指定天然記念物）
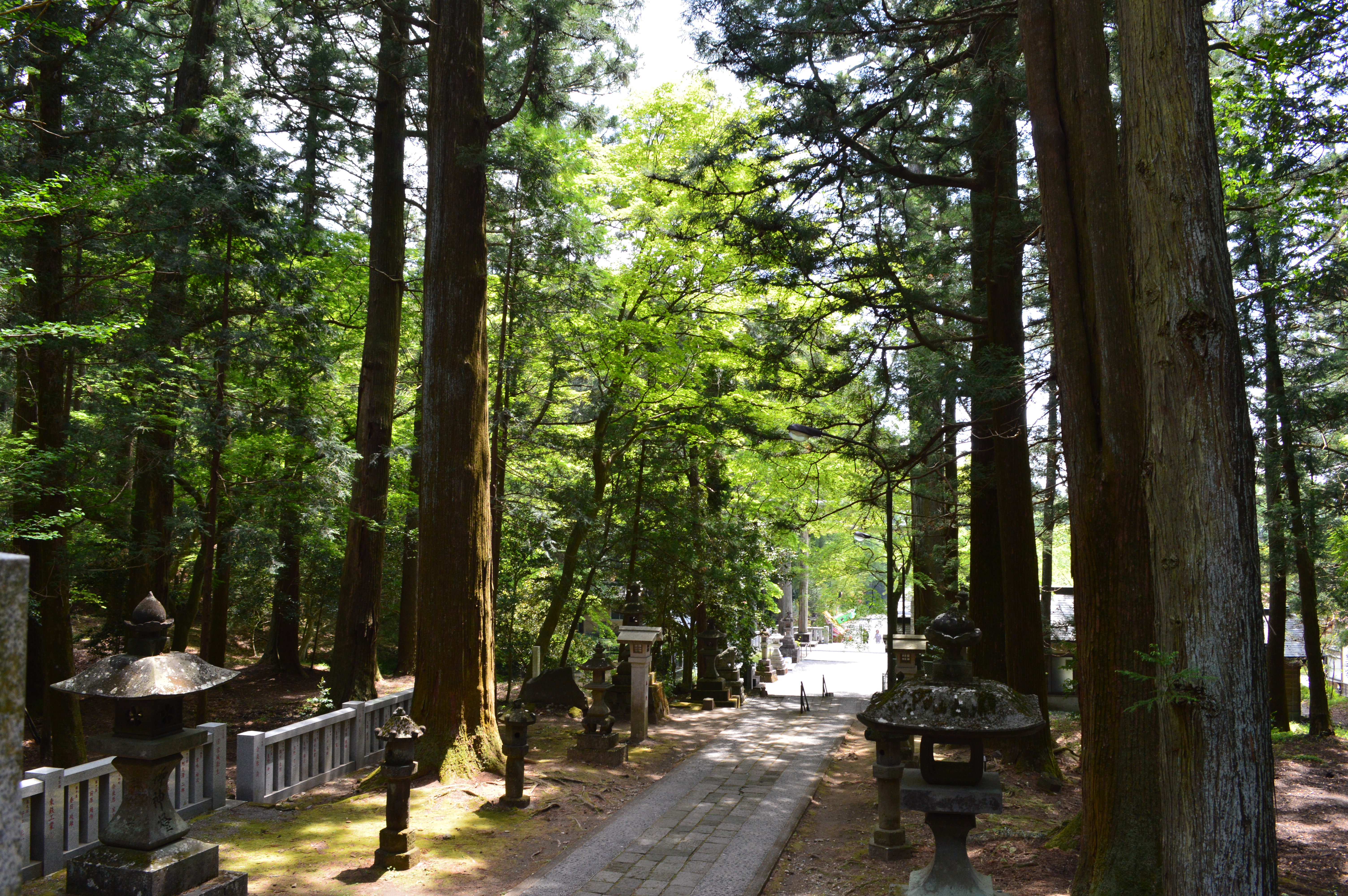
境内の参道
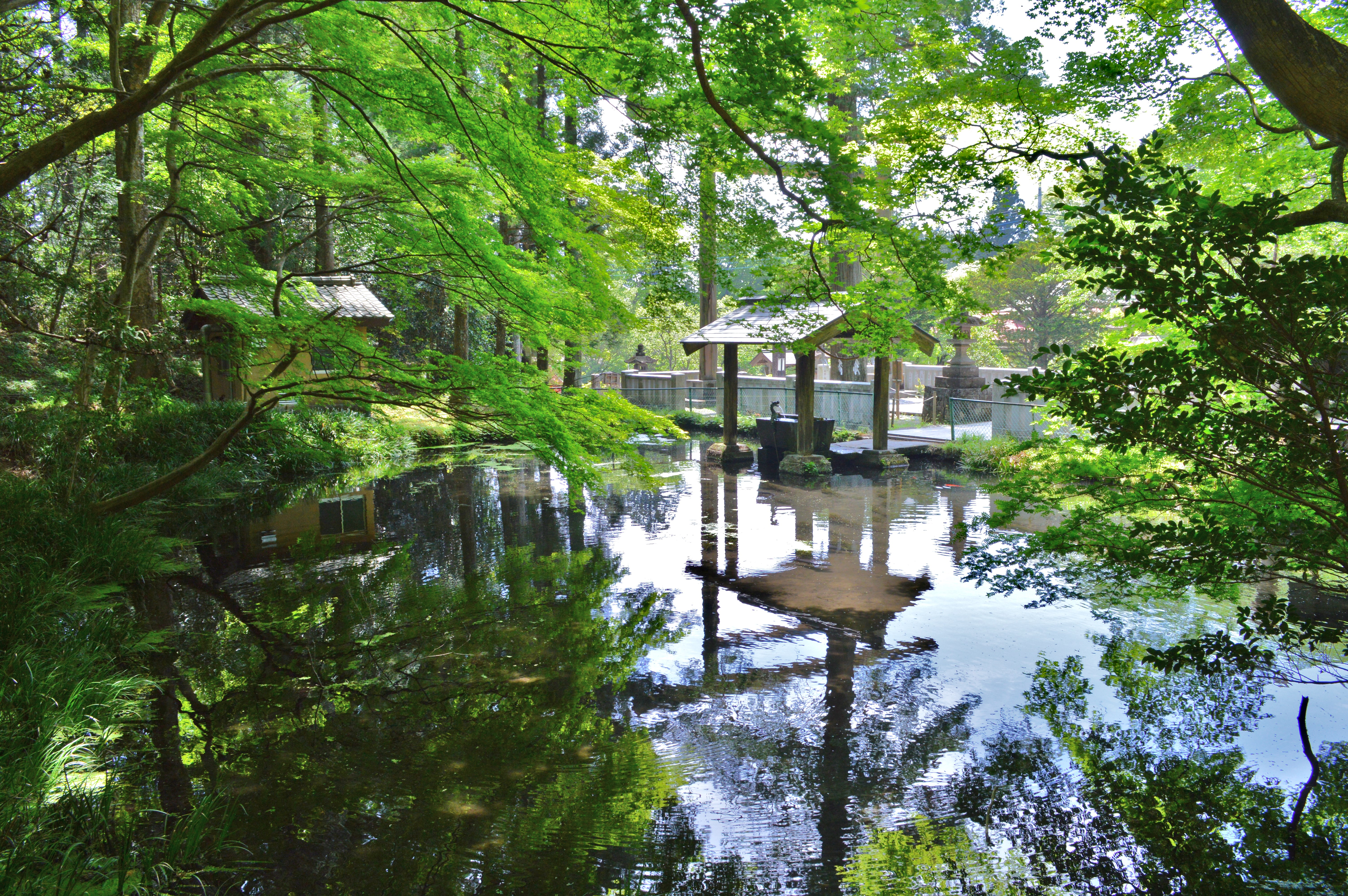
神池

### 赤城山中

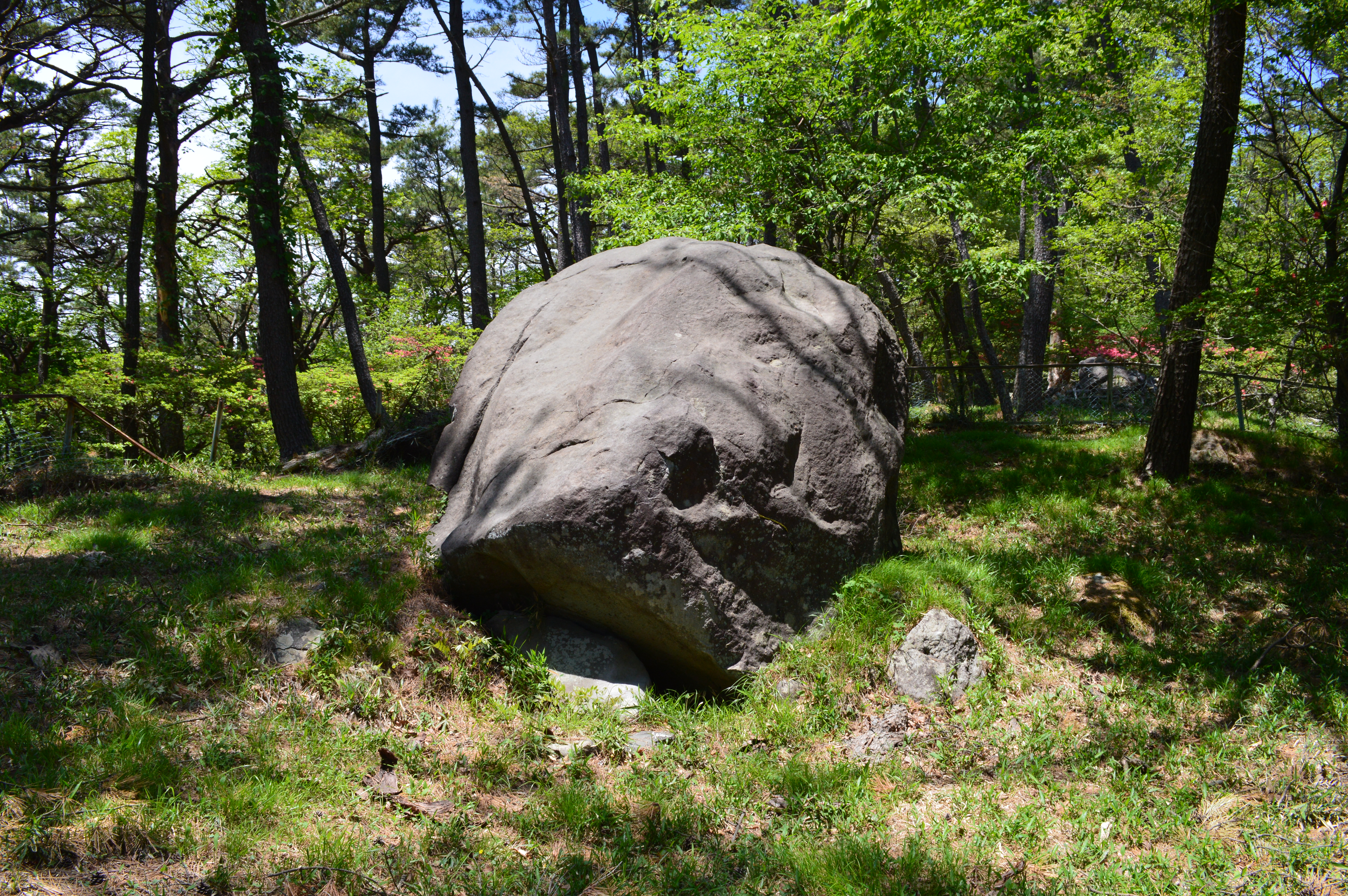
櫃石（群馬県指定史跡）

「櫃石（ひついし）」と呼ばれる巨石を中心とする祭祀遺跡が、境内から赤城山中を約1.3km登った地（北緯36度29分38.43秒 東経139度10分30.42秒 / 北緯36.4940083度 東経139.1751167度）に所在する。大きさは長径4.7m、短径2.7m、高さ2.8m、周囲12.2m。周辺からは多くの祭祀物が見つかっており、1963年（昭和38年）に群馬県指定史跡に指定されている。

### 参道

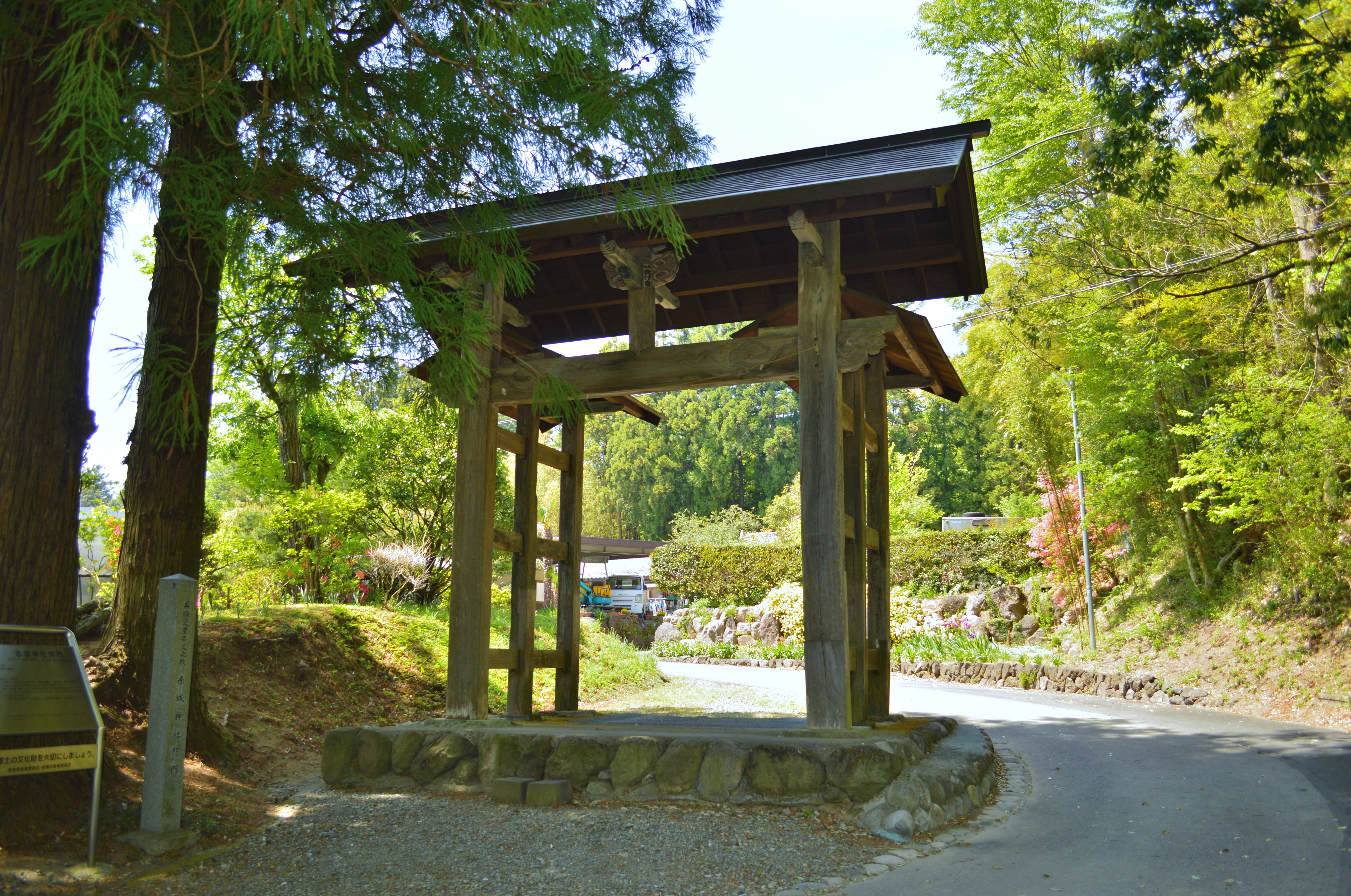
惣門（群馬県指定文化財）

惣門から国道353号まで続く参道には多くの松が植えられ、松並木として残されている。『赤城神社年代記』によると、慶長17年（1612年）大前田村（現 前橋市大前田町）の彦兵衛の寄進により参道に約1200本の松が植えられたといい、いずれも樹齢400年に及ぶ。また松とともに約3万株のヤマツツジも植えられており、春には名所として知られる。
惣門は、江戸時代（年代不明）の造営とされる高麗門。境内から南に450mほど下った地（北緯36度28分49.61秒 東経139度10分39.36秒 / 北緯36.4804472度 東経139.1776000度）に所在する。『赤城神社年代記』には宝暦元年（1751年）の造営の記載があるが、それ以前の古材も一部に見られる。群馬県内には近世前期の高麗門は少なく、貴重なものとして1978年（昭和53年）に群馬県の有形文化財に指定されている。

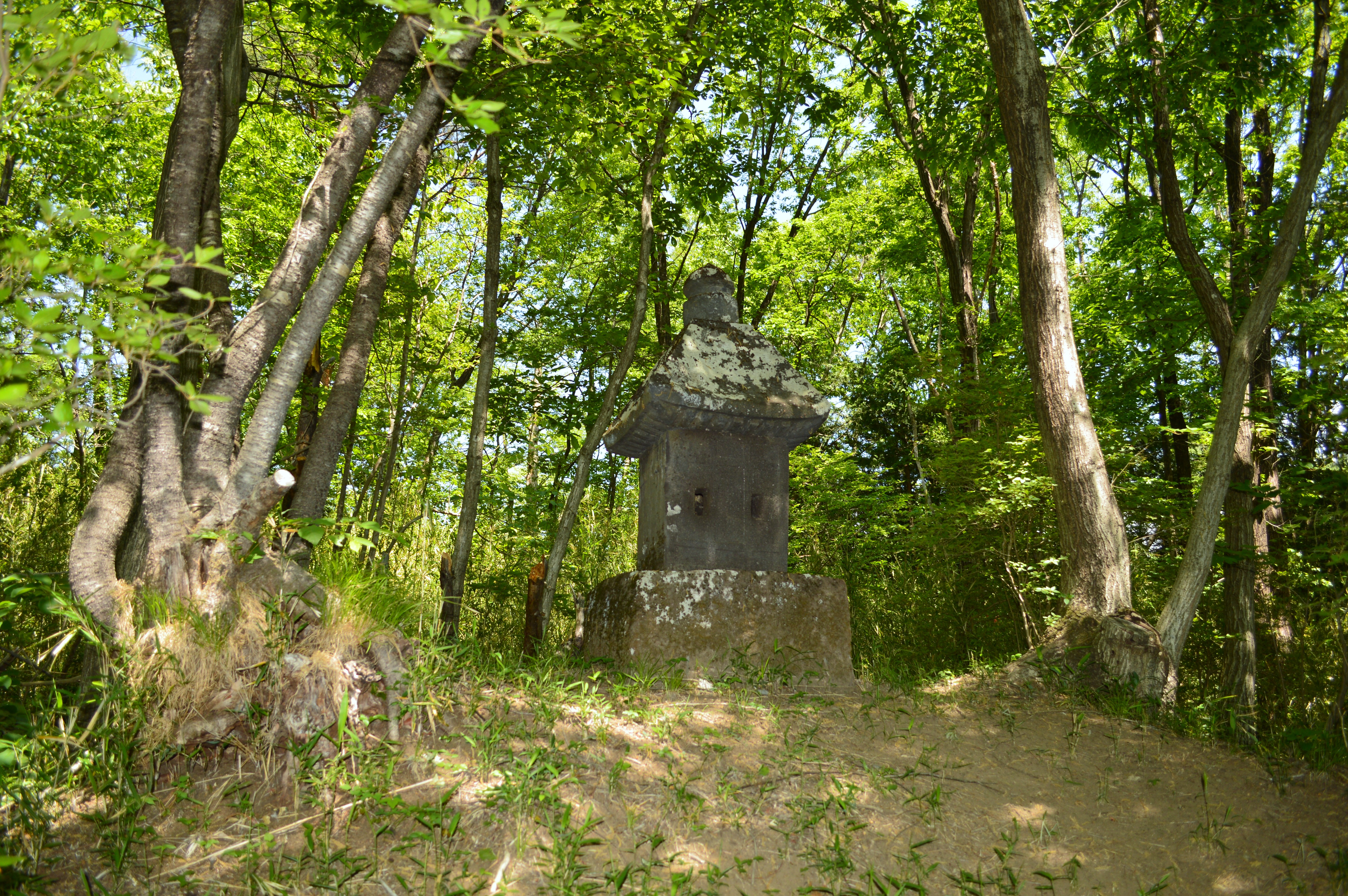
石殿（前橋市指定重要文化財）
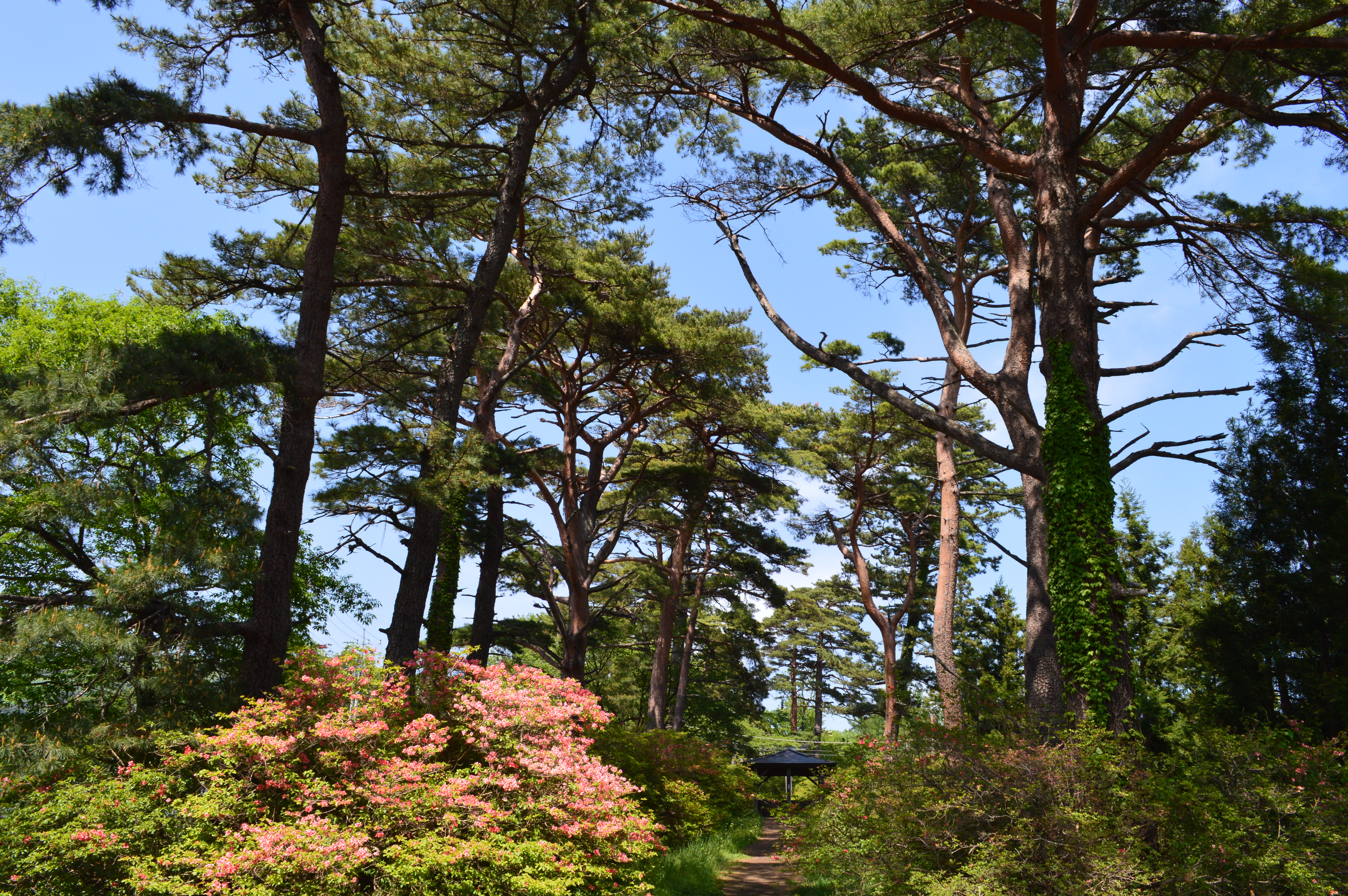
参道
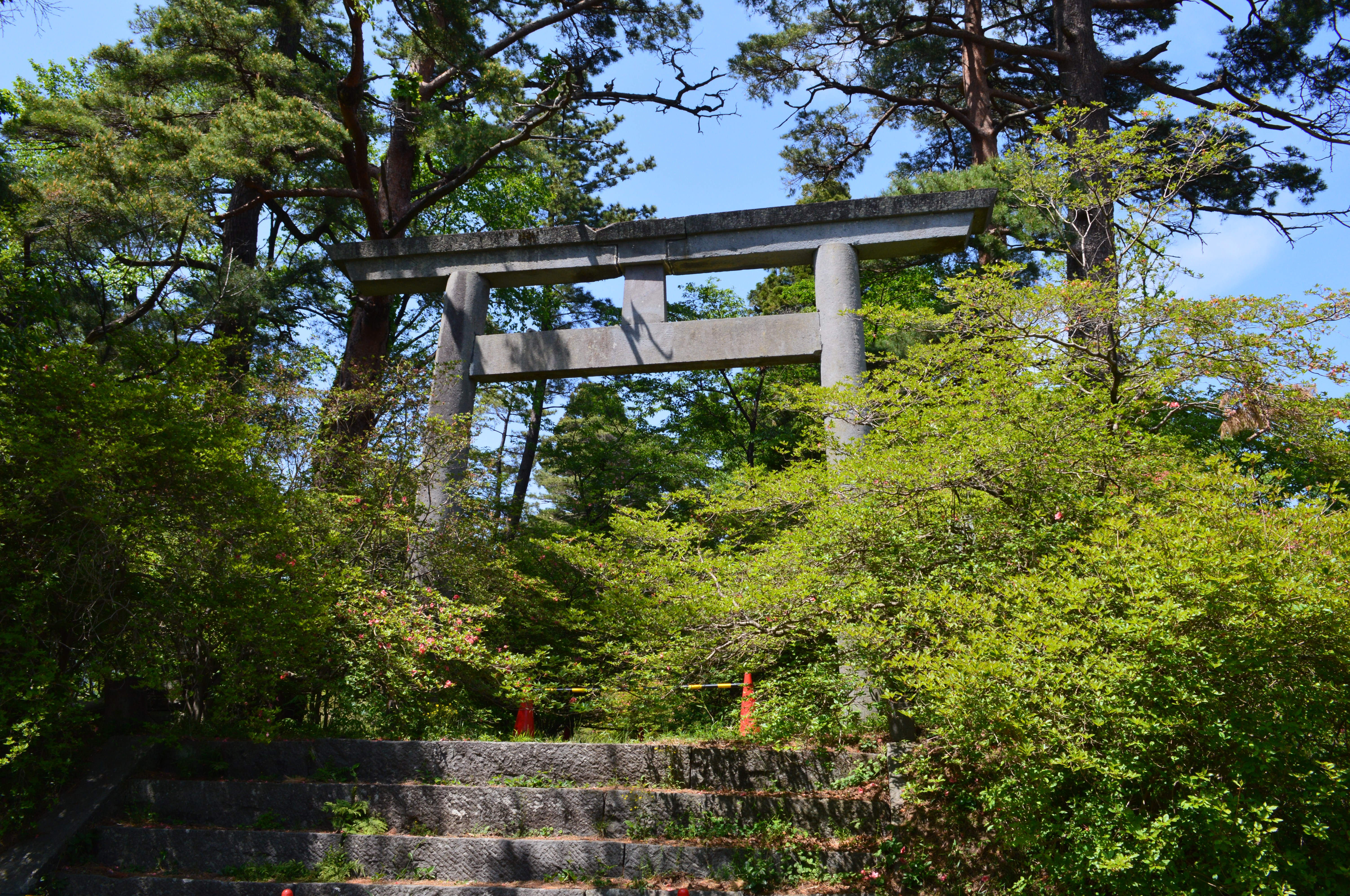
一の鳥居（北緯36度28分36.74秒 東経139度10分43.16秒 / 北緯36.4768722度 東経139.1786556度）

## 祭事
- 四方拝神事、元旦祭（1月1日）[11]
- 修請会（しゅうせいえ）（1月5日）
- 筒粥神事（1月15日）
- 祈年祭（2月19日）
- 御鎮祭神事（3月下午日）
- 御神幸（4月初辰日） - 神輿渡御（二宮赤城神社から三夜沢）。
- 例祭（5月5日）
- 御鎮祭神事（11月下午日）
- 御神幸（12月初辰日） - 神輿渡御（二宮赤城神社から三夜沢）。
- 新穀感謝祭（新嘗祭）（12月10日）

## 文化財

### 重要美術品（国認定）
- 硬玉製勾玉（赤城山櫃石付近出土） - 1939年（昭和14年）7月13日認定[12][13]。

### 群馬県指定文化財
- 有形文化財
  - 本殿内宮殿 - 1963年（昭和38年）9月4日指定。
  - 本殿並びに中門 - 1973年（昭和48年）4月25日指定。
  - 古文書 - 永禄3年（1560年）から慶長18年（1613年）までの45通。昭和48年4月25日指定。
  - 惣門 - 昭和53年8月25日指定。
- 史跡
  - 櫃石 - 1963年（昭和38年）9月4日指定、1985年（昭和60年）6月25日追加指定。
- 天然記念物
  - 三夜沢赤城神社のたわらスギ - 1973年（昭和48年）4月25日指定。

### 前橋市指定文化財
- 重要文化財（有形文化財）
  - 境内神代文字の碑 - 1978年（昭和53年）4月1日指定。
  - 宝塔（赤城塔） - 1978年（昭和53年）4月1日指定。
- 重要無形民俗文化財
  - 三夜沢赤城神社太々神楽 - 1月1日、1月5日、5月5日に13座が奉納される。昭和60年7月4日指定。
- 天然記念物
  - 三夜澤のブナ - 1980年（昭和55年）4月1日指定。

## 関係地
- 元三夜沢（前橋市粕川町室沢字御殿）
当地に遷座する以前の西宮の旧社地とされる。礎石と推定されるものも発見され、遺物から平安時代の遺跡と推定される[14]。
- 宇通遺跡（うつういせき）（前橋市粕川町中之沢、北緯36度29分20.11秒 東経139度12分02.23秒）
粕川上流、山林内にある遺跡。1965年（昭和40年）の山林火事で発見された。調査は部分的で全容は明らかではないが、礎石建物が確認され神仏習合時代の寺の遺構と見られている。赤城神社の旧鎮座地の可能性のほか、山上多重塔（桐生市、延暦20年（801年）造営の供養塔）との関係性が指摘されている[15][16]。

## 現地情報
所在地
- 群馬県前橋市三夜沢町114番地

交通アクセス
- 上毛電気鉄道上毛線 大胡駅 から、前橋市ふるさとバス（デマンドバス）で「赤城神社」バス停下車（下車後徒歩すぐ）

周辺
- 赤城南面千本桜 - 約3.5km続く桜並木。